# شهرستان اسپاس-دمنسکی
شهرستان اسپاس-دمنسکی (به لاتین: Spas-Demensky District) یک شهرستان در روسیه است که در استان کالوگا واقع شده‌است.